# Paul Wiltgen
Paul Wiltgen (* 20. März 1982) ist ein luxemburgischer Musiker des Modern Jazz (Schlagzeug, Komposition).
Wiltgen begann mit sechs Jahren Cello zu spielen und zwei Jahre später Schlagwerk. Zunächst unterzog er sich einer klassischen Ausbildung am Konservatorium in Esch an der Alzette, bevor verschiedene internationale Workshops sein Interesse für Jazz weckten. Ab 2001 studierte er an der Manhattan School of Music bei John Riley, David Liebman, Samir Chatterjee und Michael Abene.
Zwischen 2004 und 2007 leitete er die New Yorker Band The Paislies. Seit 1998 spielt er im Trio mit Michel Reis und Marc Demuth. Weiterhin trat er im TransAtlantic Collective von Patrick Cornelius/Michael Janisch und bei Dave Binney, Miles Okazaki, Linda Oh, Ambrose Akinmusire,  Kurt Rosenwinkel, Lage Lund, Mike Moreno, Will Vinson, Franz von Chossy, Tim Collins, Tyler Blanton und Cedric Hanriot auf. 

## Diskographische Hinweise
- The Paislies: The Paislies (Fresh Sound New Talent Records, 2007; mit Samir Zarif, Jesse Lewis, Eliot Cardinaux, Miro Sprague, Perry Wortman)
- Riaz Khabirpour: The Seeker (Konnex 2009, mit Pablo Held, Matthias Akeo Nowak, Paul Wiltgen)
- Siiri Sisask: Lingua Mea (Jazz’n’Arts 2011; mit Kristjan Randalu, Carsten Netz, Oliver Potratz, Helenos String Quartet)
- Reis Demuth Wiltgen: Places in Between (Double Moon Records 2016)
- Organic Trio: Saturn's Spell (Jazz Family 2017, mit Brian Seeger, Jean-Yves Jung)
- Reis Demuth Wiltgen: Sly (CAM Jazz 2021)